# Sluis Arkelsche Dam
De Sluis Arkelsche Dam is een schutsluis met puntdeuren in het Verbindingskanaal tussen het Merwedekanaal en de Linge, in Arkel in de gemeente Molenlanden in de Nederlandse provincie Zuid-Holland. De sluis staat gewoonlijk open.
Even ten noorden van de sluis ligt de Schotdeurense brug, het Verbindingskanaal is CEMT-klasse II.
De sluis is 96 m lang en heeft een schutlengte van 80 m. De kolkwijdte is 27,5 meter, maar bij de sluishoofden 8,04 m. De drempeldiepte is aan beide zijden KP -2,80 m. Er ligt een vaste brug in de dam over het zuidelijk sluishoofd met een doorvaarthoogte van KP +5 m.
De doorvaart door de sluis wordt met lichten geregeld. De sluis en de Schotdeurense brug worden vanuit Vianen bediend en zijn via de marifoon aan te roepen op VHF-kanaal 22, roepnaam: Schotdeurense brug, Sluis Arkel of Centrale Post.
De sluis wordt veel gebruikt door de pleziervaart, omdat die via borden op de wal en via de marifoon bij de Rijksstraatwegbrug bij Arkel en de Concordiabrug in Gorinchem naar de route via het Verbindingskanaal en de Linge wordt verwezen. Via deze route passeert men in Gorinchem alleen de Gorinchemse Kanaalsluis, die open staat en waarover een hefbrug ligt, hoogte in gesloten stand KP +4,10 m. De reden is, dat Gorinchem heeft bedongen dat de Concordiabrug over het Merwedekanaal in Gorinchem, hoogte in gesloten stand KP +1,60 m, zo min mogelijk wordt gedraaid. In de stad zijn maar twee oost-westverbindingen, die beide het kanaal kruisen. Het verkeer loopt er vaak op vast.

## Foto's

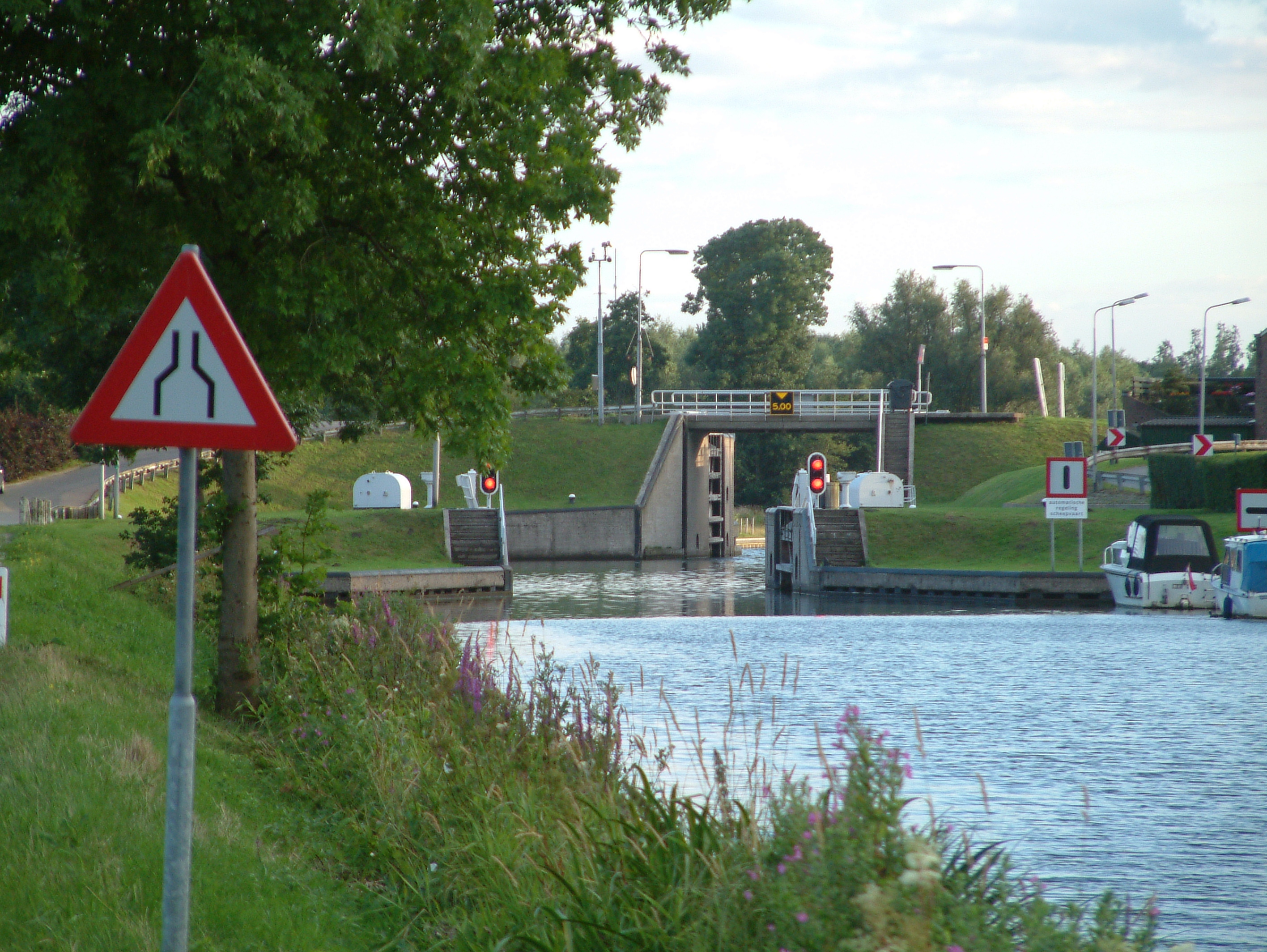
Sluis Arkelsche Dam
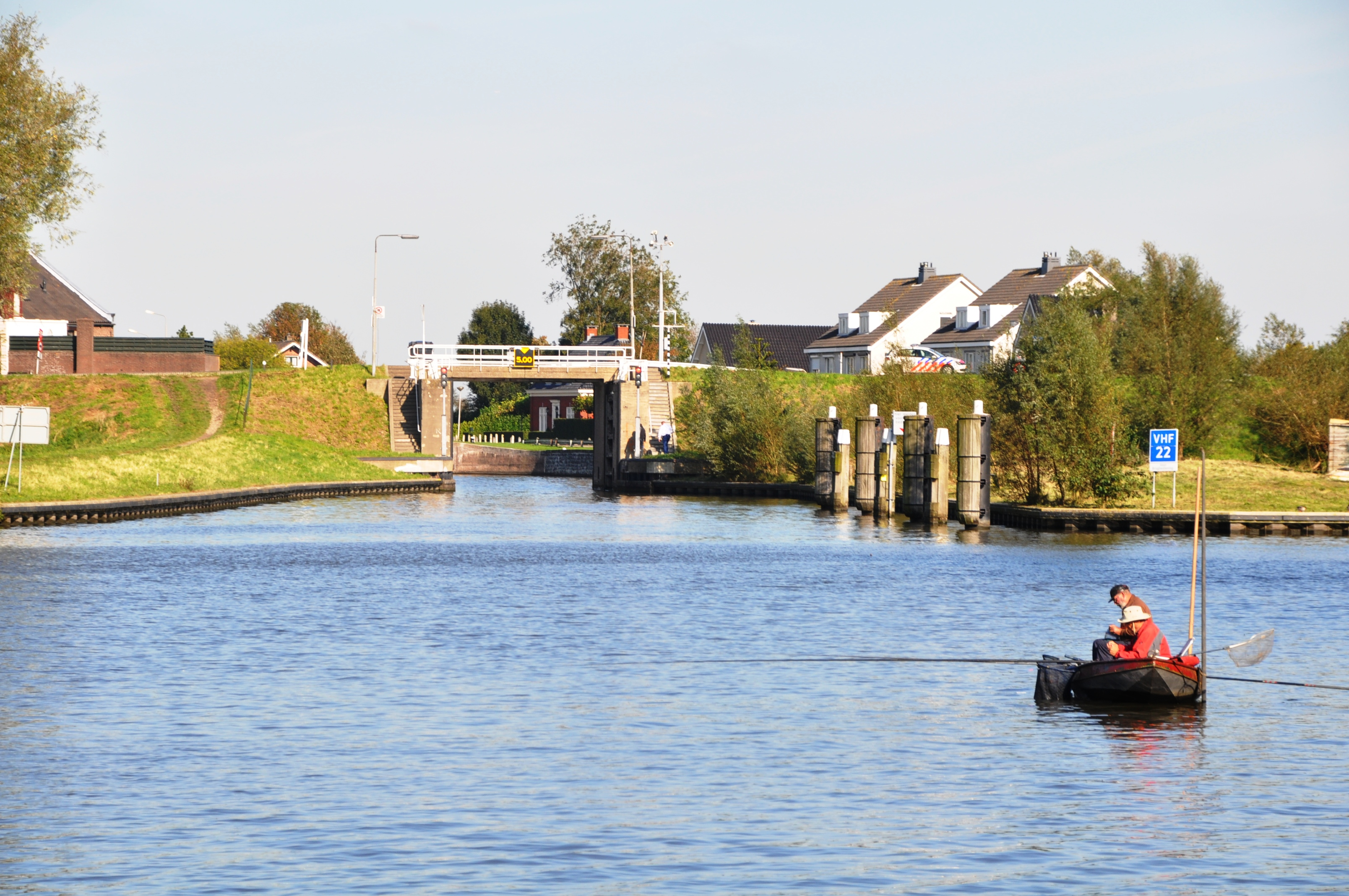
Sluis Arkelsche Dam, Lingezijde
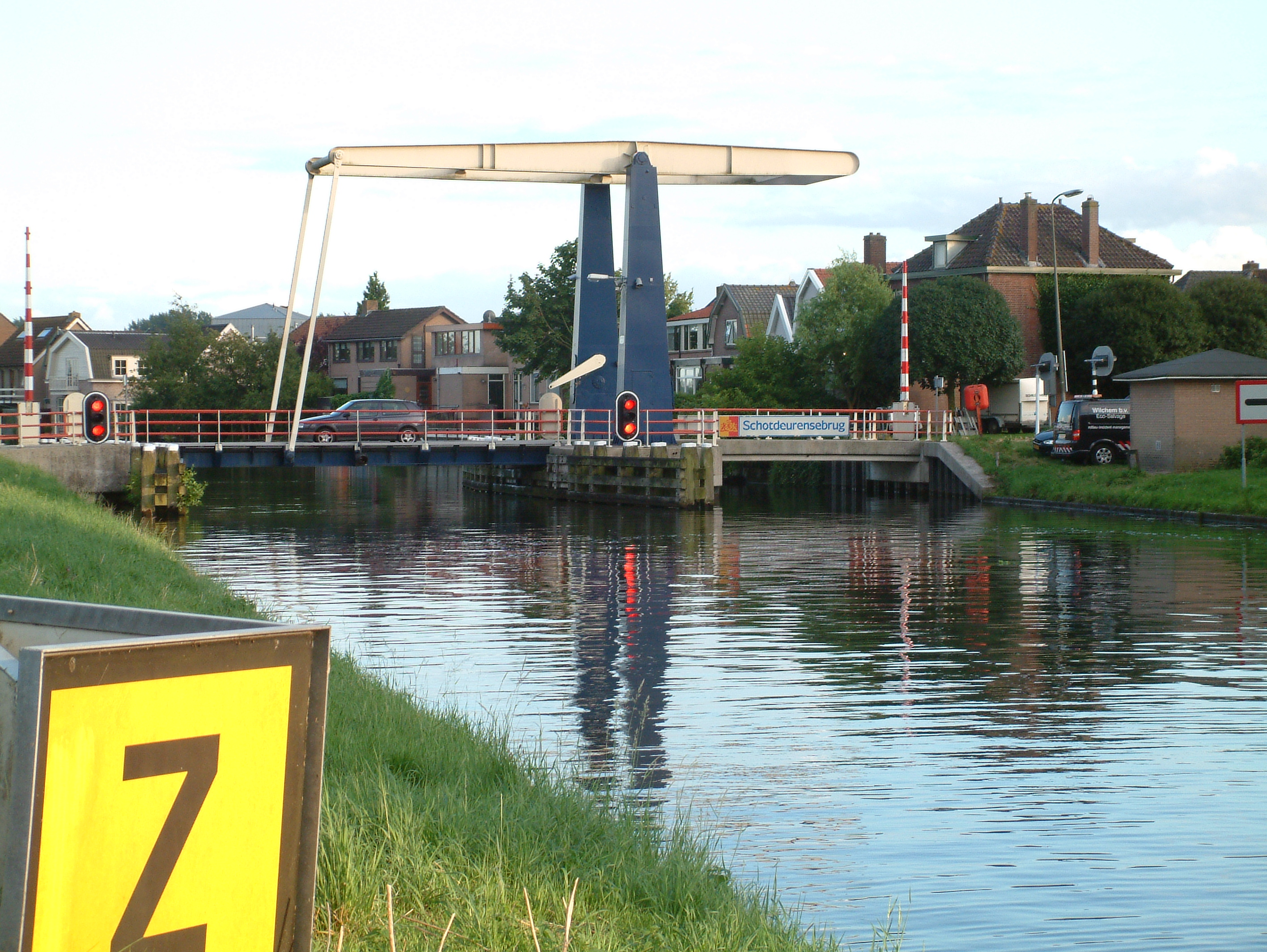
Schotdeurense brug